# Guido Arnal Arroyo
Guido Arnal Arroyo OL (1931, Caracas, Venezuela - 2015) fue un profesor universitario, rector de la Universidad Católica Andrés Bello y Ministro de Estado para la Educación Superior, la Ciencia y la Tecnología de Venezuela.

## Biografía
Nació en Caracas en 1931. Hijo de Ramón Arnal de Castro y su esposa Luisa Arroyo Lameda; tenía tres hermanos, Henrique Arnal, Ana Teresa Arnal de Chapellin y María Arnal de Llosa. Contrajo matrimonio con María Eugenia Parada Reverón, con la cual tuvo tres hijas: María Genoveva, María Antonieta y Luisa Eugenia.
Realizó sus estudios en Educación Básica y Media en el Colegio La Salle de Tienda Honda, y la superior en la Universidad Católica Andrés Bello, donde se graduó en Ingeniería Civil, Cum-Laude, en 1958. En la misma institución ocuparía diferentes cargos: Preparador, Profesor de Geometría Descriptiva y Resistencia de Materiales, Director de la Escuela de Ingeniería Civil entre 1960 y 1967, Decano de la Facultad de Ingeniería, 1967-72; Vicerrector Académico, Encargado del Rectorado, 1972-74; Rector, 1974-1990.
En el año 2003 se le otorgó el título de doctor honoris causa en Educación. En el 2015 ha sido bautizado en su honor el auditorio localizado en el edificio de laboratorios de la Facultad de Ingeniería de la UCAB.
Guido Arnal fue también Profesor de Geometría Descriptiva y de Tecnología III, en la Universidad Central de Venezuela (UCV): 1960-1997 y representante de los Profesores ante el Consejo de Facultad de Arquitectura, 1963-74. De igual forma fue profesor de Geometría Descriptiva y Resistencia de Materiales, 1996 - 2014 en la Universidad Santa María.

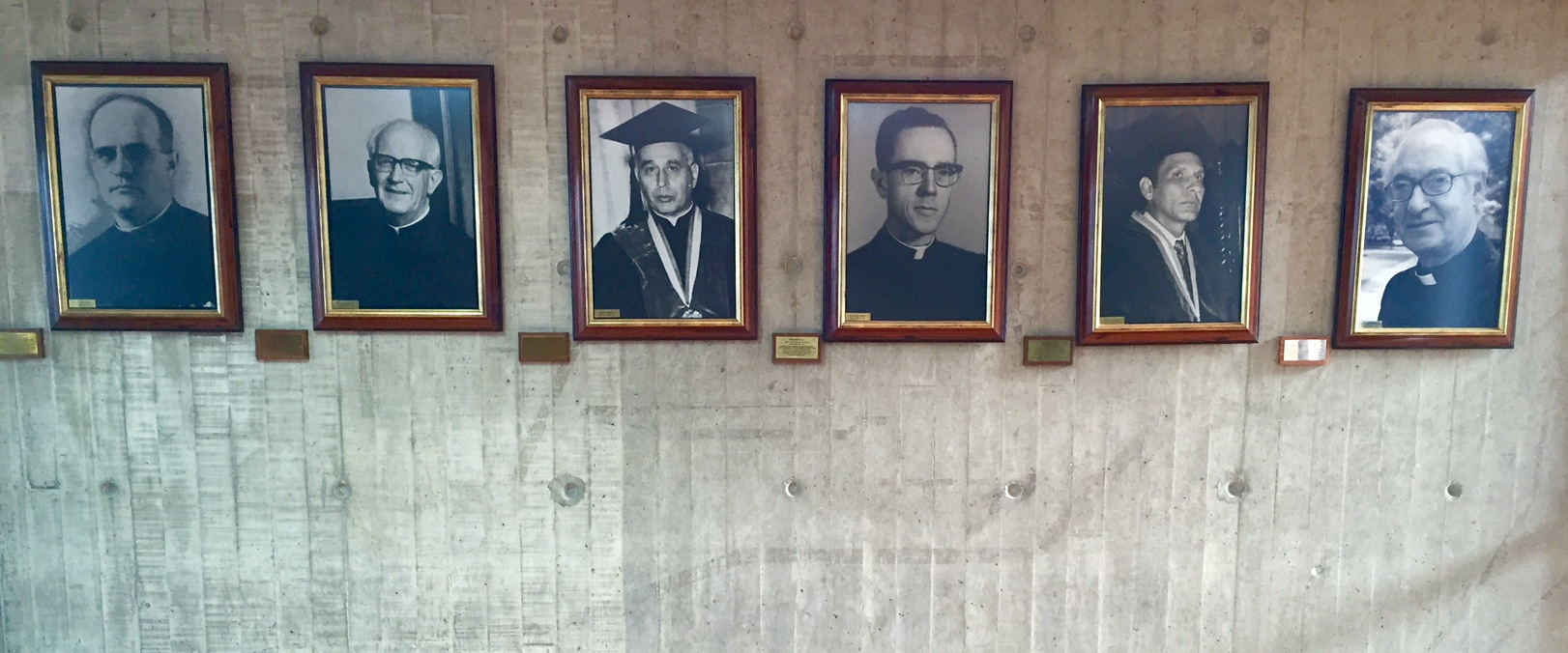
Guido Arnal, segundo de derecha a izquierda, en fotos de exrectores de la UCAB.

En 1991 fue nombrado Ministro de Estado para la Educación Superior, Ciencia y Tecnología y paralelamente ejerció como Presidente de Fundayacucho durante los años 1994-96. 
Desde 1994 fue miembro del Consejo Directivo de la Fundación La Salle de Ciencias Naturales hasta su muerte en 2015. Fue miembro de Comisiones del Consejo Nacional de Universidades para el estudio de la creación de nuevas Universidades, Facultades y Escuelas y fue Académico Fundador de la Academia Nacional del Hábitat donde ocupaba el Sillón XII.

## Condecoraciones recibidas
Por parte de Venezuela recibió las siguientes órdenes:
- Orden del Libertador, grado Comendador,
- Orden Francisco de Miranda, 1.ª Clase,
- Orden Andrés Bello, Banda de Honor
- Orden 27 de Junio, 1.ª Clase.

Por parte del Colegio de Ingenieros de Venezuela (CIV), recibió la Orden Antonio José de Sucre, y una Condecoración de la Santa Sede como Caballero Comendador de San Gregorio Magno, y una Carta de Hermandad de la Compañía de Jesús.